# Ловелл Ліберман
Ловелл Ліберман (англ. Lowell Liebermann, 22 лютого 1961 , Нью-Йорк, Нью-Йорк ) — американський композитор, піаніст і диригент.

## Життєпис
У віці шістнадцяти років Ліберман виступив у Карнеґі-холі, виконавши свою фортепіанну сонату, тв. 1. Навчався у Джульярдській школі у Девіда Даймонда та Вінсента Персікетті, здобувши ступені бакалавра, магістра та доктора. Англійський композитор-піаніст Кайхосру Сорабджі також виявив інтерес до ранньої творчості Лібермана, піддавши критиці фортепіанну сонату молодого композитора в приватному спілкуванні між ними. Свій Концерт для фортепіано з оркестром, тв. 12, Ліберман присвятив Сорабджі.
Його найбільш записувані твори — Соната для флейти та фортепіано (1987), «Гаргуйлі» для фортепіано (1989) і Концерт для флейти з оркестром (1992). Інші відомі твори включають сонату для флейти та гітари (1988), п'ять сонат для віолончелі (остання в 2019), другий фортепіанний концерт (1992), оперу «Портрет Доріана Грея» (1996), другу симфонію (2000), концерт для труби (2000), скрипковий концерт (2001), Рапсодію на тему Паганіні для фортепіано з оркестром (2001) та оперу «Міс Самотні серця» (2006), яка була замовлена в рамках святкування сторіччя Джульярдської школи. Він також отримав замовлення Міжнародного фонду двох фортепіано Дранофа на створення «Трьох колискових» для двох фортепіано.
Ліберман також написав музику до балету «Франкенштейн» спільного виробництва Королівського балету (Лондон) та Сан-Франциського балету (2016).
Його музика поєднує елементи традиційної тональності та структури з більш сміливими гармоніями. Музика Лібермана дуже часто політональна, і композитор досліджує різні бітональні можливості в багатьох своїх творах. Його Концерт для флейти-пікколо з оркестром, Концерт для флейти з оркестром і Концерт для флейти, арфи та оркестру були записані Джеймсом Голвеєм. Американський кларнетист Джон Манассе виконав прем'єру його Концерту для кларнета з оркестром (2009) з Дейтонським філармонічним оркестром під керівництвом Ніла Гіттлмана.
Ліберман проживає в Нью-Йорку. Зараз він працює на факультеті композиції в Школі музики Маннеса і є директором Маннеського ансамблю американських композиторів.